# جو دو شيم
جو دو شيم (بالكورية: 고두심)‏ هي ممثلة كورية جنوبية. ولدت يوم 22 مايو 1951 في جيجو في كوريا الجنوبية.

## روابط خارجية
- جو دو شيم على موقع IMDb (الإنجليزية)
- جو دو شيم على موقع قاعدة بيانات الأفلام السويدية (السويدية)
- جو دو شيم على موقع قاعدة بيانات الفيلم (الإنجليزية)
- جو دو شيم على موقع كينوبويسك (الروسية)